# Championnat de Tunisie masculin de handball 1956-1957
Navigation
Saison précédente Saison suivante
La saison 1956-1957 du championnat de Tunisie masculin de handball est la seconde édition de la compétition. Elle enregistre le forfait de trois clubs : l'Union sportive goulettoise, l'Association sportive des travaux publics et le Cercle des nageurs tunisiens.
Le championnat se déroule, en aller et retour, en poule unique de six clubs. Le Tunis Universitaire Club remporte le titre ainsi que le doublé coupe et championnat des juniors, mais perd régulièrement des joueurs qui quittent la Tunisie au point de perdre en demi-finale de la coupe contre la Zitouna Sports 8-17. L'Union sportive de la marine de Ferryville remporte la coupe de Tunisie de handball.

## Clubs participants
| - Tunis Universitaire Club - Stade gaulois - Effort sportif | - Patrie-Football Club de Bizerte - Union sportive de la marine de Ferryville - Association sportive populaire |

## Compétition

### Classement
Le barème de points servant à établir le classement se décompose ainsi :
- Victoire : 3 points
- Match nul : 2 points
- Défaite : 1 point
- Forfait : 0 point

| Classement | Équipe                                        | Points | Matchs | Victoires | Nuls | Défaites |
| ---------- | --------------------------------------------- | ------ | ------ | --------- | ---- | -------- |
| 1          | Tunis Universitaire Club (T)                  | 26     | 10     | 7         | 2    | 1        |
| 2          | Patrie-Football Club de Bizerte               | 22     | 10     | 5         | 2    | 3        |
| 3          | Union sportive de la marine de Ferryville (C) | 21     | 10     | 5         | 1    | 4        |
| 4          | Stade gaulois                                 | 20     | 10     | 5         | 0    | 5        |
| 4          | Effort sportif                                | 20     | 10     | 5         | 1    | 4 (1F)   |
| 6          | Association sportive populaire (P)            | 8      | 10     | 0         | 0    | 10 (2F)  |

### Division 2
Neuf clubs devaient participer à ce championnat mais le Club sportif Le Matériel Bizerte et l'Association sportive de handball de l'Ariana se sont retirés, alors que le Stade soussien et l'Association sportive française n'ont participé qu'à la coupe de Tunisie. Parmi les clubs restants figurent la Zitouna Sports — qui a dominé la compétition tout en jouant la finale de la coupe grâce au talent de Moncef Hajjar, Abdelaziz Ghelala, Sadok Lahmadi, Fethi Hajjar, Hamadi Driss, etc. — et le Club africain.
| Classement | Équipe                            | Points | Matchs | Victoires | Nuls | Défaites |
| ---------- | --------------------------------- | ------ | ------ | --------- | ---- | -------- |
| 1          | Zitouna Sports\|                  | 24     | 8      | 8         | 0    | 0        |
| 2          | Joyeuse union                     | 20     | 8      | 6         | 0    | 2        |
| 3          | Club africain                     | 15     | 8      | 4         | 0    | 4 (1F)   |
| 4          | Stade gaulois                     | 20     | 10     | 5         | 0    | 5        |
| 4          | Al Mansoura Chaâbia de Hammam Lif | 12     | 8      | 2         | 0    | 6        |
| 6          | Al Hilal                          | 7      | 8      | 0         | 0    | 8 (1F)   |

## Champion
- Tunis Universitaire Club
  - Effectif[1] : Hervé Bosc, Serge Tourenq, Guy Bosc, Raffini, Paoli, Garau, Abita, Russo, Goirand, Pongio, Filippini